# Louis Prette

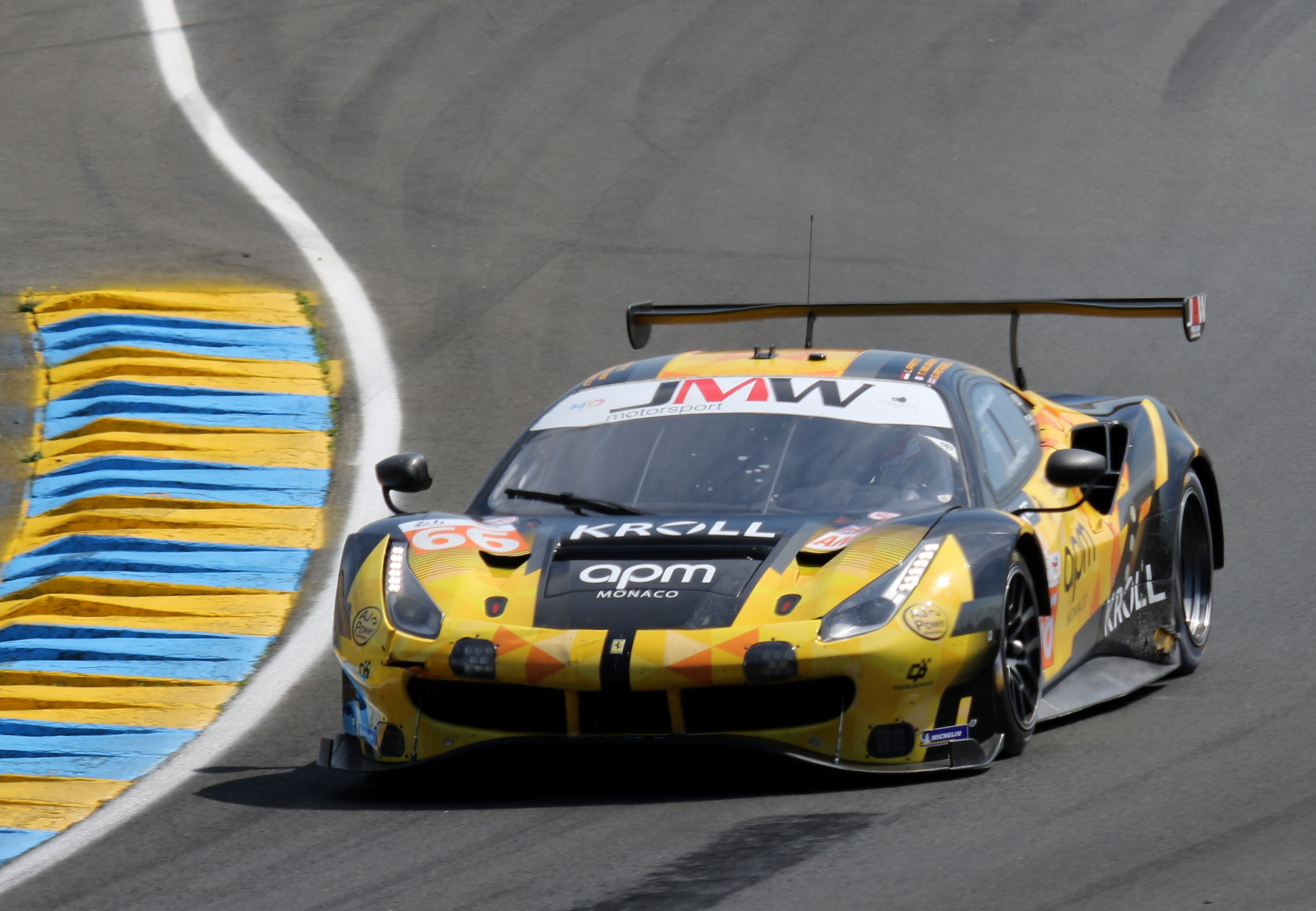
Der Ferrari 488 GTE Evo von Thomas Neubauer, Giacomo Petrobelli und Louis Prette beim 24-Stunden-Rennen von Le Mans 2023

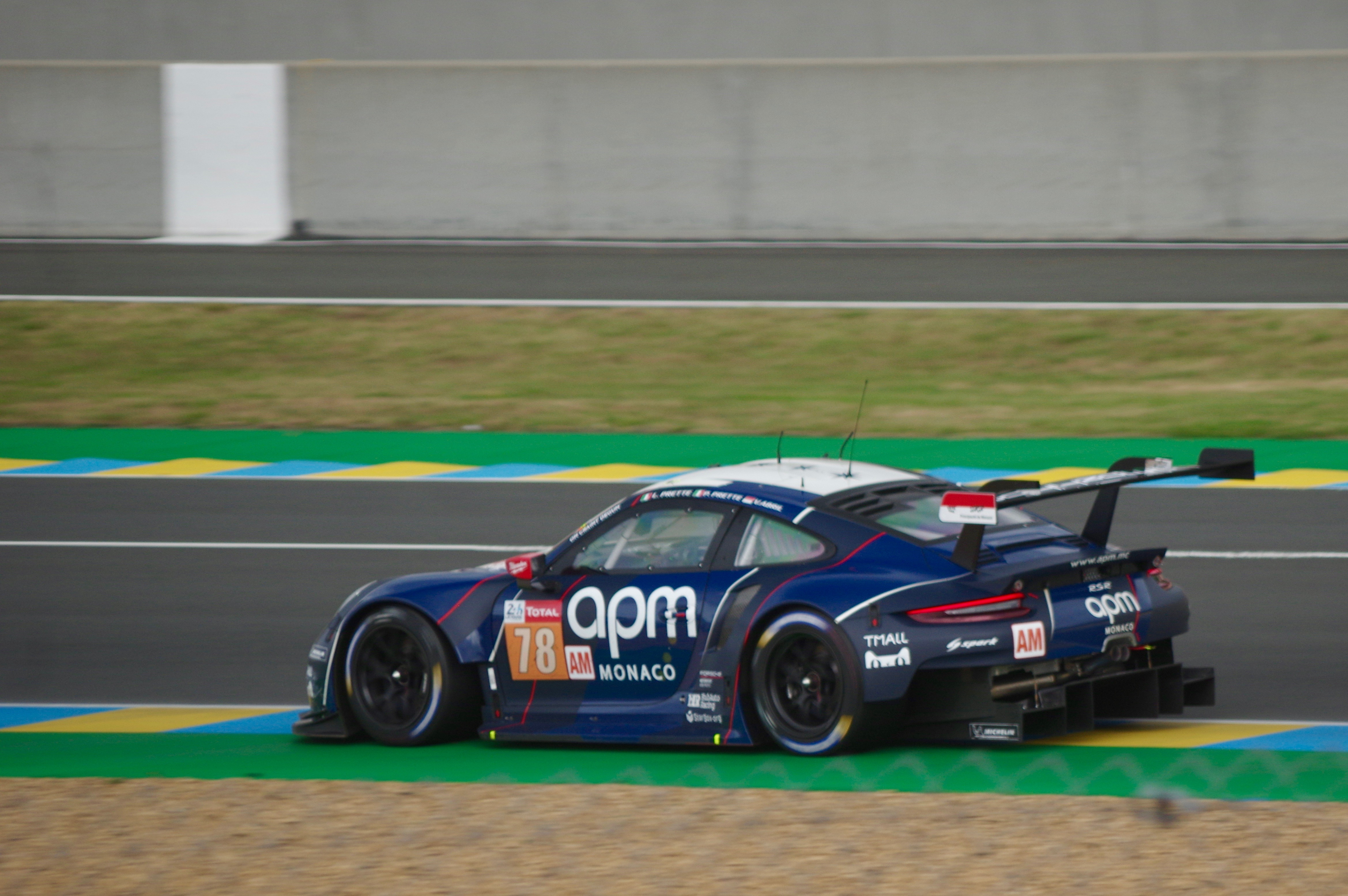
Der Porsche 911 RSR von Louis Prette, Philippe Prette und Vincent Abril beim 24-Stunden-Rennen von Le Mans 2019

Louis Prette (* 31. Juli 1998 in Monte-Carlo) ist ein italienischer Autorennfahrer monegassischer Herkunft.

## Karriere als Rennfahrer
Louis Prette kam im Fürstentum Monaco zu Welt und hat neben der monegassischen auch die italienische Staatsbürgerschaft. Unterstützt von seinem Vater Philippe, begann er 2015 mit dem Motorsport. Über Kartrennen kam er 2017 in die Ferrari Challenge: Trofeo Pirelli, wo bereits sein Vater aktiv war. Aus beruflichen Gründen war Prette in den späten 2010er-Jahren vor allem in asiatischen Rennserien aktiv. Er beendete die asiatische Formel-3-Meisterschaft 2018 auf dem neunten Platz und wurde Gesamtzweiter der LMP3-Klasse der Asian Le Mans Series 2017/18.
2019 folgte das Debüt beim 24-Stunden-Rennen von Le Mans und der Einstieg in die FIA-Langstrecken-Weltmeisterschaft.

## Unternehmer
Louis Prette arbeitet als Globaler Verkaufsleiter des familieneigenen Mode- und Schmuckunternehmens APM Monaco in Hongkong.

## Statistik

### Le-Mans-Ergebnisse
| Jahr | Team               | Fahrzeug            | Teamkollege        | Teamkollege      | Platzierung | Ausfallgrund |
| ---- | ------------------ | ------------------- | ------------------ | ---------------- | ----------- | ------------ |
| 2019 | Proton Competition | Porsche 911 RSR     | Vincent Abril      | Philippe Prette  | Rang 36     |              |
| 2022 | AF Corse           | Ferrari 488 GTE Evo | Vincent Abril      | Conrad Grunewald | Rang 42     |              |
| 2023 | JMW Motorsport     | Ferrari 488 GTE Evo | Giacomo Petrobelli | Thomas Neubauer  | Ausfall     | Unfall       |

### Einzelergebnisse in der FIA-Langstrecken-Weltmeisterschaft
| Saison  | Team               | Rennwagen       | 1   | 2   | 3   | 4   | 5   | 6   | 7   | 8   |
| ------- | ------------------ | --------------- | --- | --- | --- | --- | --- | --- | --- | --- |
| 2018/19 | Proton Competition | Porsche 911 RSR | SPA | LEM | SIL | FUJ | SHA | SEB | SPA | LEM |
| 2018/19 | Proton Competition | Porsche 911 RSR |     |     |     |     | 36  |     |     |     |
| 2019/20 | Proton Competition | Porsche 911 RSR | SIL | FUJ | SHA | BAH | AUS | SPA | LEM | BAH |
| 2019/20 | Proton Competition | Porsche 911 RSR | 30  |     |     |     |     |     |     |     |
| 2022    | AF Corse           | Ferrari 488 GTE | SEB | SPA | LEM | MON | FUJ | BAH |     |     |
| 2022    | AF Corse           | Ferrari 488 GTE | 42  |     |     |     |     |     |     |     |
| 2023    | JMW Motorsport     | Ferrari 488 GTE | SEB | POR | SPA | LEM | MON | FUJ | BAH |     |
| 2023    | JMW Motorsport     | Ferrari 488 GTE | DNF |     |     |     |     |     |     |     |